# 格雷戈利·賈巴拉
格雷戈利·賈巴拉（Gregory Jbara，1961年9月28日—）是美国电影、电视、舞台演员和歌手。他曾在《警察世家》（2010年—2023年）中扮演DCPI Garrett Moore，他還在音乐剧《比利·艾略特音乐剧》中饰演Jackie Elliot（2009年），並且因此獲得托尼獎。

## 早年生活和教育
格雷戈利·賈巴拉父亲是广告办公室经理，母亲是保险理赔员。他有黎巴嫩人和爱尔兰人血统。1979年至1981年期間，贾巴拉在密西根大学音乐戏剧与舞蹈学院就讀。他主修传媒学，而且還學到了一些與戏剧和音乐剧有關的知識。随后他就讀於茱莉亞學院戏剧系，並且获得戏剧艺术学士学位。